# Zedl (Gemeinde Gurk)
Zedl ist eine Ortschaft in der Gemeinde Gurk im Bezirk Sankt Veit an der Glan in Kärnten (Österreich). Die Ortschaft hat 7 Einwohner (Stand 1. Jänner 2024). 

## Lage

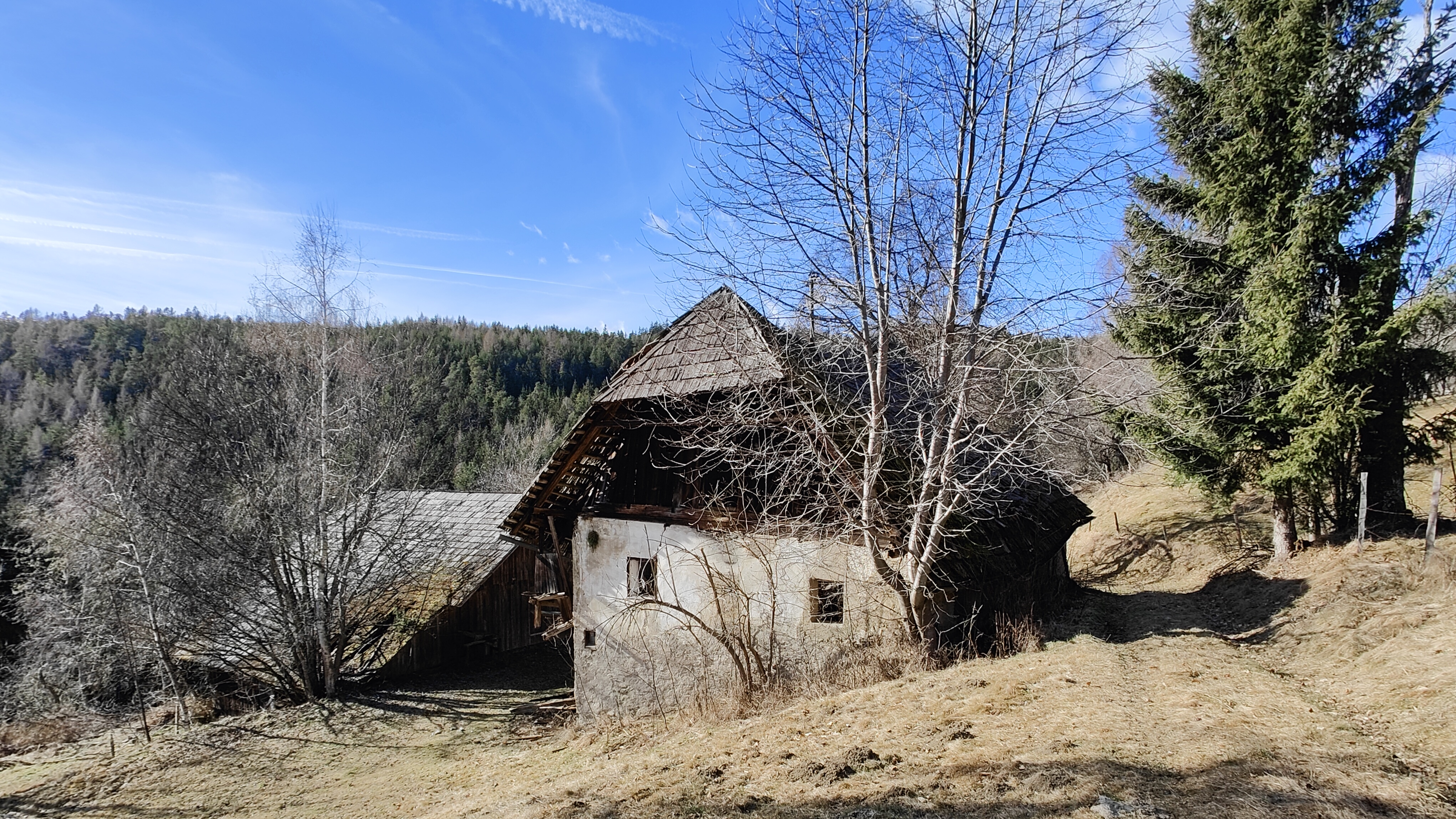
Jauernegger

Die Ortschaft liegt am Ostrand der Gemeinde Gurk, auf dem Gebiet der Katastralgemeinde Pisweg, in den Wimitzer Bergen, sonnseitig oberhalb des Bergwerkgrabens. Die etwa 4 km Luftlinie bzw. etwa 7 Straßenkilometer ostnordöstlich des Pfarrorts Pisweg gelegene Siedlung wird manchmal auch Zedl bei Pisweg genannt, um sie von der knapp 6 km südöstlich gelegenen Ortschaft Zedl bei Kraig zu unterscheiden.
Zu Zedl gehören die Höfe Jauernegger in Zedl/Jauerneg  (Haus Nr. 1, auf etwa 980 m Höhe; nicht mehr bewohnt), Simonig in Zedl/Simelnig (Nr. 2, auf 885 m Höhe) und Ule in Zedl/Zedl (Nr. 3, 4 und 5; auf etwa 900 m Höhe).

## Geschichte
Zu jener Zeit auf dem Gebiet der Steuergemeinde Leiten gelegen, kam Zedl bei Gründung der Ortsgemeinden Mitte des 19. Jahrhunderts an die Gemeinde Pfannhof.
Im Mai 1885 brannten die nebeneinander gelegenen Wohnhäuser vulgo Lampele und Jost bis auf die Grundmauern ab.
Nach Auflösung der Gemeinde Pfannhof kam Zedl 1899 an die Gemeinde Kraig.
1921 wurde amtlich verlautbart, dass der Jauerneggerhof in Zedl unter den Bestimmungen des Wiederbesiedlungsgesetzes zum Erwerb angeboten wurde.
Am 22. Dezember 1921 konnten die Bewohner der Ortschaften Dörfl, Zabersdorf und Zedl darüber abstimmen, ob sie bei der Gemeinde Kraig bleiben oder sich der Gemeinde Pisweg anschließen wollten. Von den 62 Wahlberechtigten wurden 33 gültige und 1 ungültige Stimme abgegeben: 24 sprachen sich für Pisweg und 9 für Kraig aus. Erst mit 1. Jänner 1924 kamen die drei Ortschaften tatsächlich an die Gemeinde Pisweg. Auch wurden die Grenzen der Katastralgemeinden damals so verändert, dass die drei Orte seither zur Katastralgemeinde Pisweg statt zur Katastralgemeinde Leiten gehören.
Seit Auflösung der Gemeinde Pisweg im Zuge der Gemeindestrukturreform 1972/73 gehört Zedl zur Gemeinde Gurk.

## Bevölkerungsentwicklung
Für die Ortschaft ermittelte man folgende Einwohnerzahlen:
- 1869: 6 Häuser, 39 Einwohner[6]
- 1880: 5 Häuser, 34 Einwohner[7]
- 1890: 6 Häuser, 59 Einwohner[8]
- 1900: 6 Häuser, 44 Einwohner[9]
- 1910: 5 Häuser, 45 Einwohner[10]
- 1923: 5 Häuser, 31 Einwohner[11]
- 1934: 43 Einwohner[12]
- 1961: 4 Häuser, 24 Einwohner[13]
- 2001: 5 Gebäude (davon 2 mit Hauptwohnsitz) mit 4 Wohnungen; 8 Einwohner und 1 Nebenwohnsitzfall; 2 Haushalte; 0 Arbeitsstätten, 2 land- und forstwirtschaftliche Betriebe[14]
- 2011: 4 Gebäude, 9 Einwohner, 2 Haushalte, 0 Arbeitsstätten[15]
- 2021: 3 Gebäude, 7 Einwohner, 2 Haushalte, 3 Arbeitsstätten[16]